# Aleksandar Kostoski
Aleksandar Kostoski (en macédonien : Александар Костоски), né le 5 mars 1988 à Skopje, est un joueur de basket-ball macédonien. Il évolue au poste de meneur.

## Club
- 2004-2006 :  Pau-Orthez (Pro A) : Centre de formation
- 2006-2007 :  KK Rabotnicki Skopje (1er division)
- 2007-2008 :  Gravelines-Dunkerque (Pro A)
- 2008-2009 :  KK Vardar
- 2009 :  Cuadripol Brasov
- 2009-2010 :  KK Vardar
- 2010-2011 :  Torus Skopje
- Dep. 2011 :  KK Kumanovo

## Palmarès
- Champion de Macédoine en 2007